# Denis Kaliberda
Denis Viktorovich Kaliberda (Poltava, 24 de junho de 1990) é um jogador de voleibol alemão. Com a seleção alemã ganhou as inéditas medalha de bronze no Campeonato Mundial de 2014 e a medalha de prata no Campeonato Europeu de 2017.

## Carreira
Denis Kaliberda nasceu em Poltava na Ucrânia. Seu pai Victor Kaliberda era um jogador da equipe ucraniana de voleibol.
Começou sua carreira profissional em 1999 na Alemanha, onde passou mais de 10 temporadas. O maior sucesso foi alcançado em Unterhaching, com quem venceu duas vezes a Copa da Alemanha (2010, 2011) e se tornou vice-campeão da Alemanha (2009/10, 2011/12). Mais tarde, ele jogou em clubes italianos e poloneses. Na temporada 2016/17 no Volley Lube venceu a Copa da Itália e o campeonato nacional.
Na seleção alemã fez sua estreia em 2008, um ano depois ganhou a Liga Europeia. Em 2012, ele era um jogador da equipe principal da equipe olímpica. Em 2014, como parte da seleção nacional, ganhou medalhas de bronze no Campeonato Mundial realizado na Polônia. Três anos depois, novamente na Polônia, ele se tornou o vice-campeão da Europa e foi eleito o melhor ponteiro do campeonato.